# Pécsi Református Kollégium Gimnáziuma, Általános Iskolája és Óvodája
A Pécsi Református Kollégium Gimnáziuma, Általános Iskolája és Óvodája egy 1994-ben alapított oktatási-nevelési intézmény, amelynek hét tagintézménye van: egy óvoda, négy általános iskola (Pécs, Nagyharsány, Drávafok, Zengővárkony), egy gimnázium és egy internátus.

## Híres diákok
Berta Dániel - világbajnok vívó
Felcser Máté - Punnany Massif frontembere

## Története
1992 tavaszán a pécsi Kodály Zoltán Gimnázium egyik tanára, Baka Sára javaslatára, Veres János igazgató beleegyezésével és támogatásával, az intézmény keretén belül elindítottak egy református osztályt. A Baranyai Református Egyházmegye három lelkészével, Nagy Péterrel, Peterdi Dániellel és Bóka Andrással kiegészülve hívő tanárokat kerestek fel, akik elfogadták a keresztyén értékeket, és vállalták a tanítást a református tagozatú osztályban. A Kodály Zoltán Gimnáziummal aláírt egyezmény megkötése után 1992. szeptemberében indult el a református keresztyén tagozat. A lányok a Kodály Zoltán utcai városi leánykollégiumban, a fiúk pedig a kertvárosi református parókián kaptak internátusi elhelyezést (Baranyai Baksay Sándor Református Diákotthon).
1994-ben a Baranyai Református Egyházmegye megalapította az immár önálló református oktatási intézményt, és az államosított jogelőd Református Polgári Leányiskola kárpótlásából hozzájutott az Engel János úton található ingatlanhoz, amelynek irodaépületébe 1994 őszén költözhettek be a kollégisták.  Az 1994-1995-ös tanévben a csupán nyolc testületi tagot számláló gimnázium még a Kodály Zoltán Gimnáziumtól bérelte tantermeit. Az 1995-1996-os tanévtől már a saját Engel János úti épület újonnan kialakított tetőtéri tantermeiben folyt az oktatás, amelybe átköltözhetett az immár négy gimnáziumi évfolyammal a teljes intézmény. 
Az iskola a Holland-Magyar Oktatásközvetítő Központól (Educa Transfer International – ETI) kapott anyagi segítséget a felszerelés bővítéséhez (padok, székek, szekrények és egyéb kollégiumi bútorok, illetve segítségükkel hoztak létre az intézményen belül egy orvosi rendelőt is). Az udvaron pályázati pénzből sportpályát alakítottak ki.
1996-ban a fenntartó egyházmegye Némethné Kúcs Rózsa vezetésével, három általános iskolai osztály beindításával új általános iskolai tagintézményt alapított. Az immár három tagozatosra bővült intézmény (gimnázium, általános iskola, internátus) elnevezését Pécsi Református Kollégium névre módosították. A beinduló általános iskolát az intézmény udvarán lévő szerelőcsarnok átalakított épületében helyezték el, melyet egyházi támogatásból, valamint holland reformátusok anyagi segítségével hoztak létre. Pécsre kevésbé jellemző módon a kisiskolások számára beindítottak egy 15 fős iskolabuszt, amelyet két évvel később svájci református adományból lecseréltek egy új, modern kisbuszra.
1998-ban vehették birtokba az új, 14 tantermes gimnáziumi épületet, mely több éves pénzgyűjtés után, egyházkerületi finanszírozásból épült meg. Az intézmény 2002-ben kormányzati és egyházi támogatásból új tornacsarnokkal bővült.
2001-ben az internátus tetőterét is elfoglaló, egyre bővülő általános iskola részére az intézmény kibérelte az Engel János u. 11. sz. alatti épületet, amelyet 2004-ben a fenntartó egyházmegye meg is vásárolt. Akkoriban az általános iskolások létszáma a párhuzamos osztályok felmenő rendszerű kiépítésével nagyon megnőtt, a 2007-2008-as tanévtől már egy negyedik épületre is szükség volt, így átalakították az udvaron lévő raktárat további osztálytermekké.
2007 szeptemberétől alsó tagozatos általános iskolai osztályokat indított a Református Kollégium Drávafokon, melyet 2008-tól immár 8 évfolyamra kiegészült új tagintézményként, Unger Károlyné vezetésével alapított meg a fenntartó egyházmegye.
2009-ben a korábbi pécsi Ledinai Óvoda önkormányzattól történt egyházmegyei átvételével elindult az új óvodai tagintézmény Acsádiné Antal Krisztina, majd Babocsánné Katona Ágnes vezetésével.
2010-ben Nagyharsányban hozta létre újabb, nyolc osztályos általános iskolai tagintézményét a fenntartó Pintérné Lázok Orsolya vezetésével.
2019-ben Zengővárkonyban az egyházközség saját épületében indult el az alsó tagozatos újabb általános iskolai tagintézmény Józsa-Papp Éva vezetésével. Ugyanezen évtől Nagyharsányban alapfokú művészetoktatási intézményegység is létesült. Ezzel a Pécsi Református Kollégium nyolc intézményegysége/tagintézménye összesen mintegy 1100 diákot foglalkoztat.

## Igazgatók
- Baka Sára (1994–2002)
- Bányai György (2002)
- Dr. Hoppál Péter (2002–2010)
- Kutasné Kovács Éva (2010–2016)
- Dr. Kádár Péter (2016–)

## Új általános iskola épület, tulajdonviszonyok változása
A Baranyai Református Egyházmegye 2019-ben megvásárolta az óvoda épületét, mint ahogy a drávafoki iskola épületét is az illetékes önkormányzatoktól. Szintén 2019-ben vehették birtokba a Pécsi Református Kollégium 1,5 hektáros Engel János úti székhelyén az intézmény legnagyobb, legmodernebb épületét, az új, 3200 négyzetméteres, 20 tantermes, három szintes általános iskolát. A beruházásra elnyert EU-s támogatás meghaladta az 1,3 milliárd forintot.

## Galéria

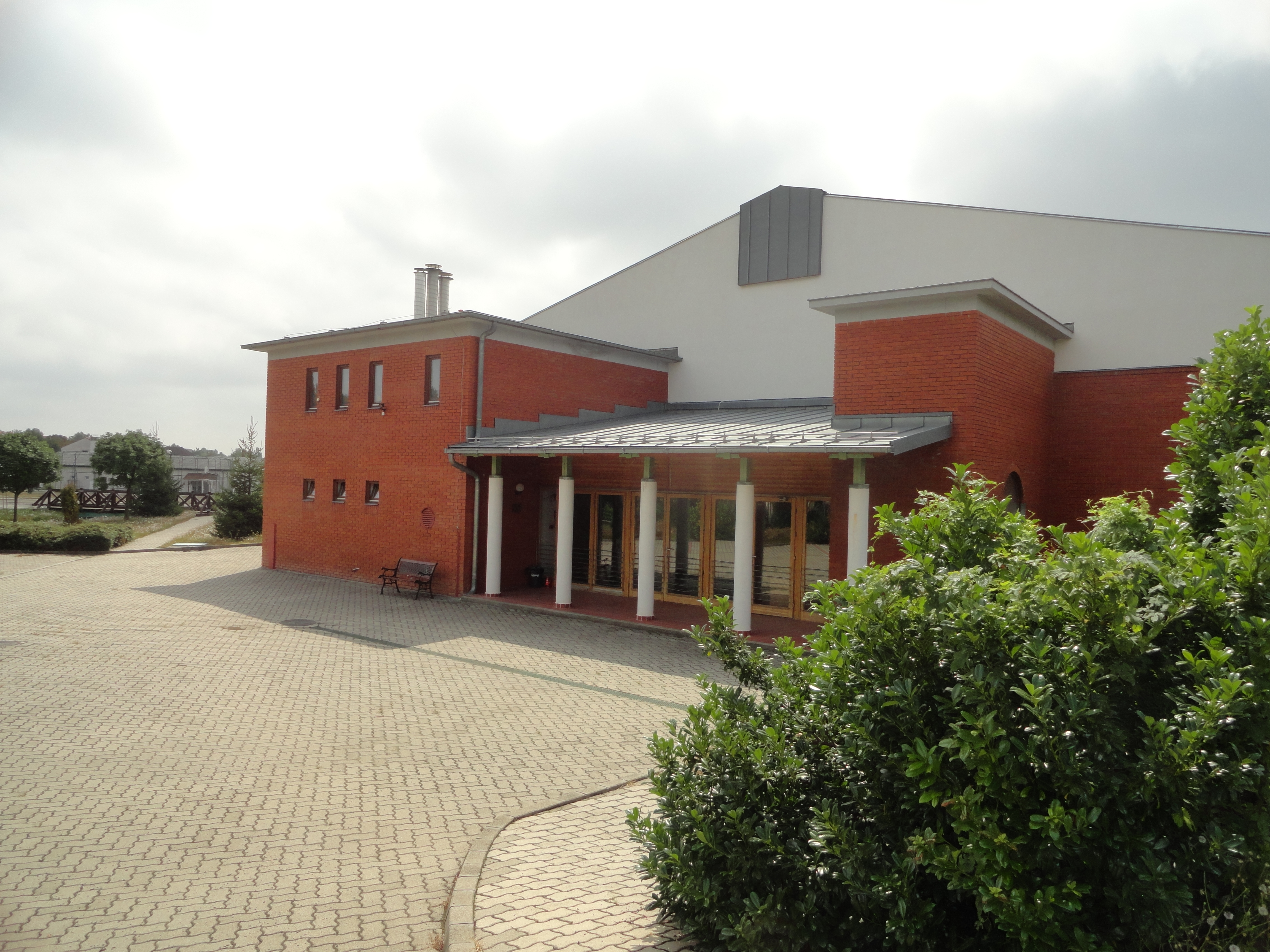
Az iskola sportcsarnoka
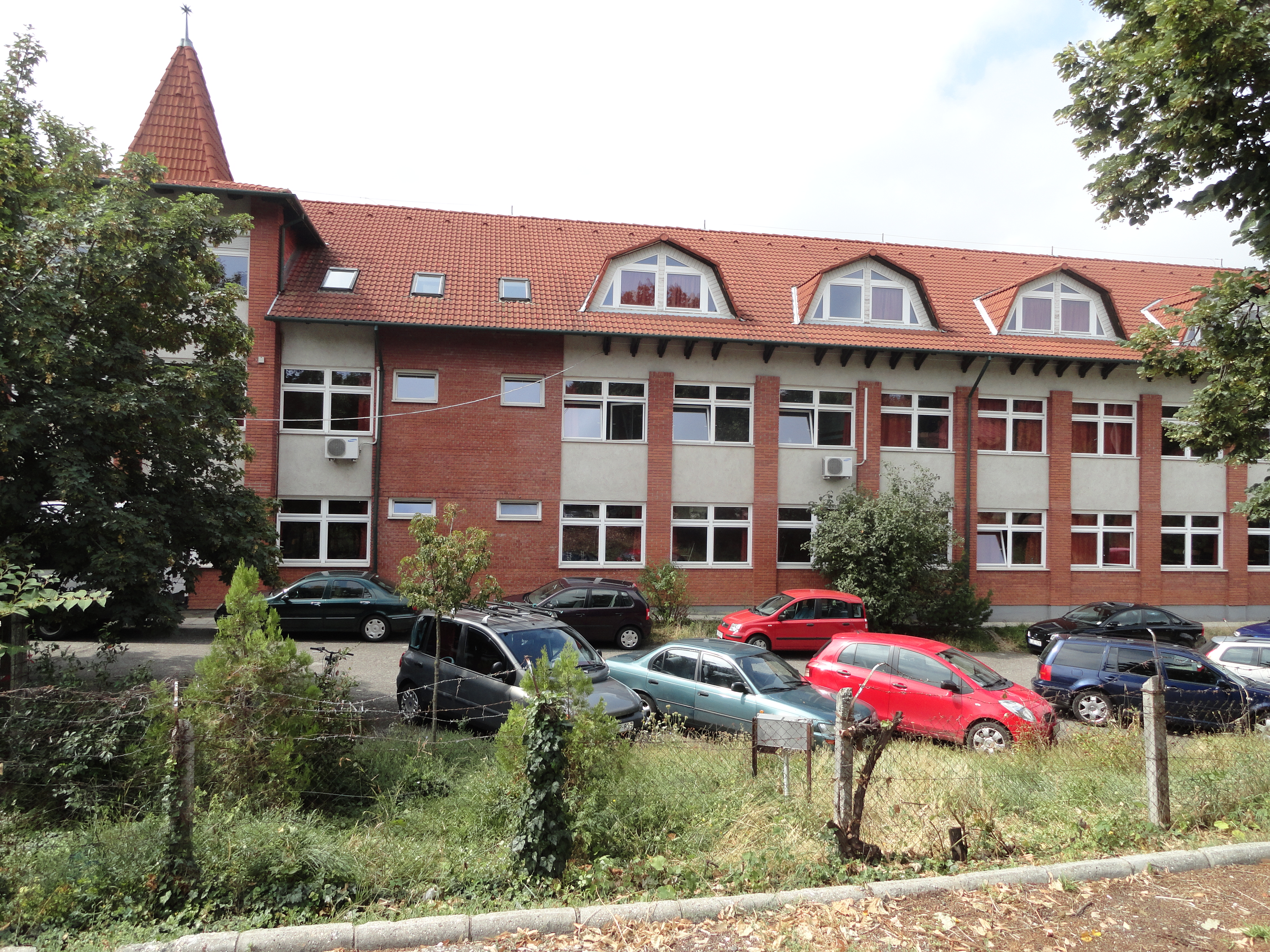
Az iskola épülete
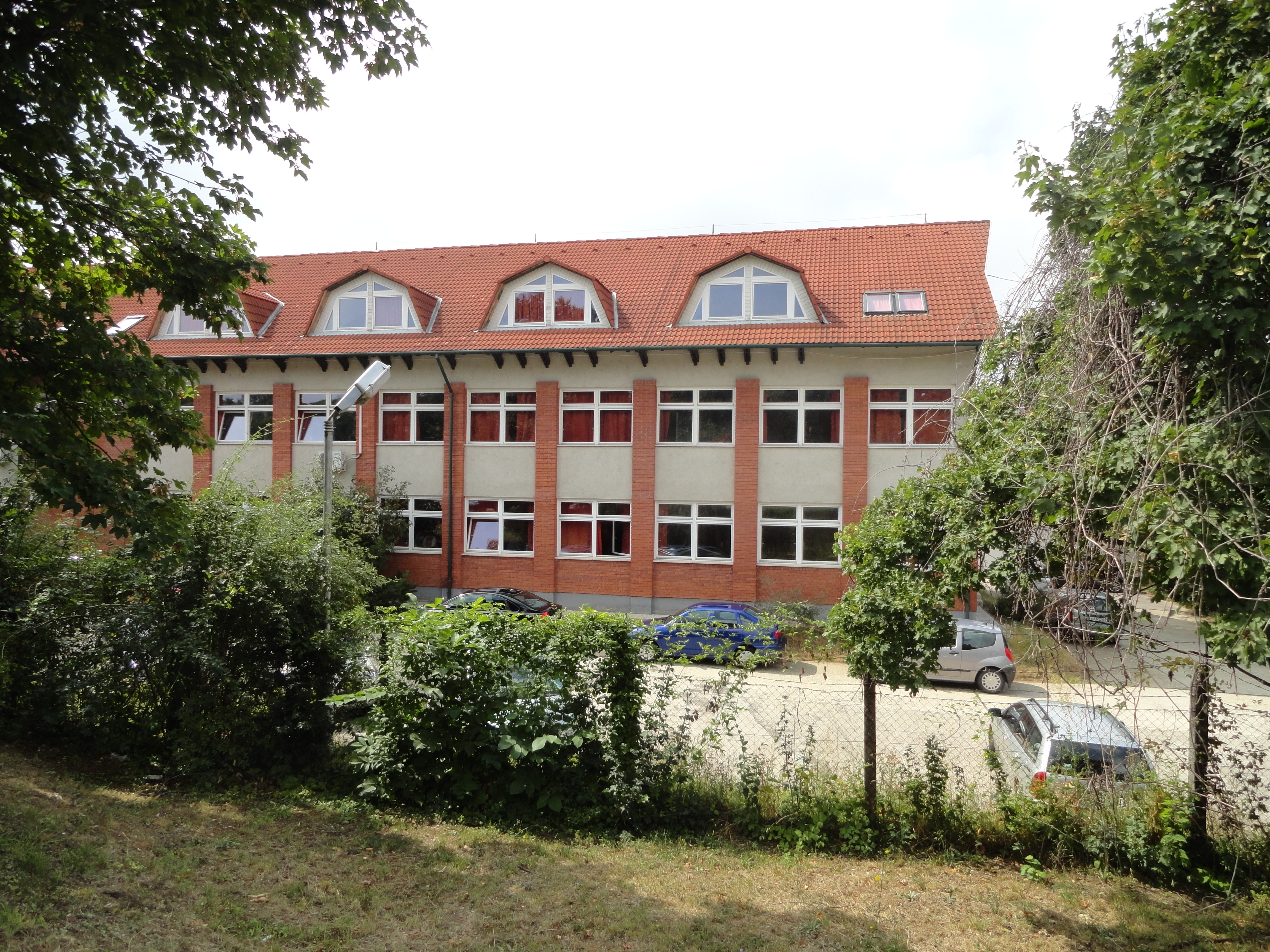
Az épület az Engel János útról nézve